# Флаг Новоплатнировского сельского поселения
Флаг муниципального образования Новопла́тнировское сельское поселение Ленинградского района Краснодарского края Российской Федерации — опознавательно-правовой знак, служащий официальным символом муниципального образования.
Флаг утверждён 5 октября 2011 года решением Совета Новоплатнировского сельского поселения № 26 и 2 ноября 2011 года внесён в Государственный геральдический регистр Российской Федерации с присвоением регистрационного номера 7080.
Флаг Новоплатнировского сельского поселения отражает исторические, культурные, социально-экономические, национальные и иные местные традиции.

## Описание
«Прямоугольное двухстороннее полотнище малинового цвета с отношением ширины к длине 2:3, в середине полотнища — жёлтый цветок подсолнуха с чёрными семенами над жёлтым ковшом с двумя ручками, полным голубого цвета, все фигуры из герба Новоплатнировского сельского поселения».

## Обоснование символики
Точная дата образования станицы Новоплатнировской неизвестна, но считается, что первые жители появились здесь в 1881 году — это были выходцы из малоземельной станицы Платнировской Кореновского района — что отражено на флаге Новоплатнировского сельского поселения пурпуром, поскольку цвет флага Кореновского района — пурпурный.
Первоначально новый хутор носил название Челбасский — по реке Челбас, на берегу которой он расположен. Согласно одной из версий, название Челбас означает «кувшин, ковш воды» (то есть «мелководная река»), что на флаге отражено изображением ковша полного лазури (лазурь — символ реки Челбас).
Подсолнух — аллегорический символ основного вида деятельности местных жителей — производство и переработка сельскохозяйственной продукции. Хозяйства сельского поселения Новоплатнировское занимаются в основном выращиванием подсолнечника (на масло), а также зерна, свёклы, и кормов.
Малиновый цвет (пурпур) — символ Запорожского казачества, которое участвовало в освоении Кубанских земель, а также символ власти, славы, почёта, благородства происхождения, древности.
Жёлтый цвет (золото) — символ богатства, стабильности, уважения и интеллекта.
Чёрный цвет — символ плодородия, мудрости, скромности.
Голубой цвет (лазурь) — символ чести, благородства и духовности.